# Little Colinet Island
Little Colinet Island är en ö i Kanada.   Den ligger i provinsen Newfoundland och Labrador, i den östra delen av landet, 1 700 km öster om huvudstaden Ottawa. Arean är 1,9 kvadratkilometer.
Terrängen på Little Colinet Island är platt. Öns högsta punkt är 65 meter över havet. Den sträcker sig 1,9 kilometer i nord-sydlig riktning, och 1,8 kilometer i öst-västlig riktning.